# Ann Mortifee
Ann Mortifee, née le 30 novembre 1947 à Durban, est une auteure, compositrice et interprète canado-sud-africaine. Sa musique combine des influences folk, de comédie musicale, de pop, de musique sacrée et de musiques du monde. 
Elle écrit plus de trois cents chansons, enregistre dix albums, compose pour le théâtre et le cinéma et se produit seule dans plusieurs spectacles.  
Elle est membre de l’Ordre du Canada, l’une des plus hautes distinctions civiles décernées par le gouvernement canadien. 

## Biographie

### Origines et éducation
Ann Mortifee naît le 30 novembre 1947 à Durban et est naturalisée canadienne en 1961. Là-bas, elle grandit dans une ferme de canne à sucre, dans un contexte marqué par l’apartheid.  
À 10 ans, elle déménage avec ses parents, son frère et ses trois sœurs à Vancouver, où elle grandit sur la côte ouest. 
De 1964 à 1968, elle étudie l’anglais à l’Université de Colombie-Britannique, où elle obtient un Bachelor of Arts en 1968,.

### Carrière artistique
En même temps que ses études universitaires, Ann Mortifee découvre ses capacités musicales, se distinguant par une tessiture de quatre octaves et un timbre riche. À 17 ans, elle commence sa carrière de chanteuse et guitariste folk et blues au Bunhouse,.
En 1967, elle assiste à une audition au Vancouver Playhouse Theatre Company (en), ce qui lui permet de coécrire la musique et de jouer le personnage de The Singer dans The Ecstasy of Rita Joe (en), une pièce qui raconte la vie tragique d'une jeune femme autochtone. La production est présentée en tournée et jouée en 1969 au Centre national des Arts d'Ottawa. En 1971, elle réinterprète et adapte la musique de l'œuvre pour une production du Royal Winnipeg Ballet,.
De 1969 à 1970, elle co-anime avec David Wiffen l'émission Both Sides Now sur CJOH-TV à Ottawa. En 1969, elle est membre de la distribution du spectacle Love and Maple Syrup présenté au Centre national des arts et, la même année, à une production off-Broadway.
Ann Mortifee compose en 1975, la musique du ballet Klee Wyck, consacré à Emily Carr et interprété par l’Anna Wyman Dance Theatre à la télévision de la CBC, ainsi que de Variations pour une souvenance / Yesterday's Day, produit la même année par Les Grands Ballets Canadiens. Elle signe aussi la partition de The Grey Goose of Silence de Vesak pour le North Carolina Dance Theater  et collabore à plusieurs productions cinématographiques et télévisuelles. Elle écrit ensuite seule plusieurs spectacles, dont Journey to Kairos, la comédie musicale familiale Reflections on Crooked Walking (1982) et l’opéra pour enfants A Rose Is a Rose (1987, pour le COC). La même année, elle joue dans The Arabian Knight, comédie musicale basée sur ses chansons et poèmes, produite au Cleveland Playhouse et diffusée sur PBS TV. 
Elle mène également une carrière artistique qui intègre des performances pop avec Michel Legrand aux États-Unis, des apparitions comparables avec des orchestres symphoniques au Canada, ainsi que des concerts et des soirées en clubs. En avril 1986, l’une de ses performances au Royal York Hotel de Toronto y est présentée en avant-première :  « Mortifee appartient à une autre époque, elle est une romantique qui interprète l'amour avec l'imaginaire poétique d'une novice et qui observe le monde avec une perspective unique oscillant entre expressions ébahies et expressions meurtries. » Sa voix se distingue par une large palette d’interprétation, qui lui permet d’adapter ses chansons personnelles au registre de la musique pop.
Ann Mortifee écrit plus de trois cents chansons originales, enregistre dix albums et prête sa voix en 2007 au documentaire Bhutan: Taking the Middle Road to Happiness, qui reçoit un Emmy Award.

### Carrière littéraire
Ann Mortifee est également l’autrice de plusieurs ouvrages. Elle publie The Awakened Heart: Finding Harmony in a Changing World, coécrit avec John Robbins, puis In Love with the Mystery en 2010, mentionné par Oprah Winfrey. Elle rédige aussi un manuscrit pour la jeunesse intitulé Pookie Poem et travaille sur deux autres livres : Beloved, consacré à l’amour et à sa relation avec Paul Horn, et un récit sur l’Afrique, dans lequel elle évoque son enfance sous l’apartheid et ses rencontres avec des guérisseurs zoulous.

### Engagements et activités pédagogiques
En plus de sa carrière dans les arts et dans l'écriture, Ann Mortifee dirige des ateliers sur la musique et l'introspection, au Canada et à l'étranger, notamment au Hollyhock Learning Centre (en) sur l'île Cortes. Elle anime des séminaires en Nouvelle-Zélande et dans d'autres pays. Elle s’engage également dans des actions sociales et spirituelles, accompagnant des personnes en fin de vie, rencontrant le grand Sangoma de la Nation zouloue ou travaillant à Calcutta auprès de Mère Teresa. 
Elle cofonde le Trust for Sustainable Forestry, consacré à une foresterie respectueuse des écosystèmes, et crée avec son frère Peter la Fondation Somerset, dédiée à l’innovation sociale et au bien-être. Elle est aussi membre d’Ashoka Canada.

### Vie privée
Ann Mortifee se marie avec Paul Horn lorsqu'elle a 57 ans et lui 75. Ensemble, ils partagent de la méditation et des enseignements spirituels. Elle étudie la méditation dans un ashram en Inde et s’intéresse au bouddhisme ainsi qu’au chamanisme. Ensemble, ils enregistrent l’album Beloved. Elle partage sa vie entre Vancouver et la Corse. Elle est mère d’un fils, Devon, et devient grand-mère en 2017. 

## Prix
- Prix Femme de Distinction du YMCA[4].
- Ordre du Canada[4].

## Publications
- (en) In Search of Balance: : Discovering Harmony in a Changing World, H J Kramer, 1991, 109 p. (ISBN 0915811316)
- (en) Tje Awakened Heart : : Meditations on Finding Harmony in a Changing World, H J Kramer, 1997, 109 p. (ISBN 091581174X)
- (en) In Love with the Mystery, Eskova Enterprises LTD, 2010, 176 p. (ISBN 0981006507)